# Družilovec
Družilovec is een plaats in de gemeente Veliko Trgovišće in de Kroatische provincie Krapina-Zagorje. De plaats telt 488 inwoners (2001).